# Ali Mustafà Mosharrafa
Ali Mustafà Mosharrafa (àrab: علي مصطفي مشرفة)  (Damiata, 11 de juliol de 1898 - El Caire, 16 de gener de 1950) (a vegades escrit Mosharafa, amb una sola r) va ser un físic i matemàtic egipci.

## Vida i obra
Mosharrafa era fill d'un ric terratinent i industrial del cotó que es va arruinar durant la crisi de l'any 1907 i va morir el 1910, quan Mosharrafa només tenia dotze anys. La família es va traslladar al Caire, on va fer brillantment els estudis secundaris i, després, es va graduar a l'Escola de Professorat el 1917, amb tan bons resultats en matemàtiques que el govern egipci el va enviar a Anglaterra per completar la seva formació. Va estudiar a la universitat de Nottingham des de 1917 fins a 1920, obtenint el graduat en matemàtiques. A partir de 1920 va estudiar al King's College de Londres en el qual va aconseguir el doctorat el 1923.
En tornar a Egipte, va ser professor de l'Escola de Professorat fins al 1925 en que va ser nomenat professor de la recent creada universitat del Caire en la qual va romandre fins a la seva sobtada mort el 1950. A partir de 1936 va ser degà de la facultat de ciències. Malgrat els rumors que havia estat assassinat pel Mossad o, potser, pel mateix rei egipci, Faruk I, és mes raonable pensar que va morir per causes naturals, segons va afirmar la seva família.
Els seus primer treballs van ser sobre teoria quàntica i van ser continuats per una sèrie de treballs de física matemàtica. El 1937 va ser un dels fundadors de la Societat Física i Matemàtica Egipcia. Va publicar també llibres de text i va traduir importants obres europees, fent aportacions significatives al lèxic científic de l'àrab contemporani.
Va ser nomenat paixà pel rei, però no va utilitzar mai aquest títol, ja que considerava molt més honorable el de doctor en ciències.